# Oleksander Sirski
Oleksandr Stanislàvovitx Sirski (en ucraïnès: Олександр Станіславович Сирський; 26 de juliol de 1965) és un militar ucraïnès, coronel general i comandant de les Forces Terrestres d'Ucraïna des del 5 d'agost de 2019. Va ser comandant de les Forces d'Operacions Conjuntes de maig a agost de 2019.
Durant la invasió russa d'Ucraïna, Sirski comandà la defensa de Kíiv. El setembre de 2022, va comandar la contraofensiva de Khàrkiv.

## Biografia
Sirski va néixer el 1965 a Vladímir, llavors a la Unió Soviètica (RSFSR). Es va graduar a l'Escola Superior de Comandament Militar de Moscou, la principal institució educativa militar de la Unió Soviètica el 1986 i va servir al Cos d'Artilleria Soviètic. Inicialment serví en una unitat d'artilleria autopropulsada equipada amb els obusos autopropulsats de 152 mm 2S5 Giatsint-S i 203 mm 2S7 Pion, incloent-hi unitats destinades a disparar projectils nuclears. Més tard va servir a les unitats d'artilleria de coets de camp del BM-27 Uragan MBRL. Va servir a l'Afganistan, Tadjikistan, i la República Socialista Txecoslovaca fins a la dissolució de la Unió Soviètica el 1991.
Abans de la guerra a Donbàs el 2014, va comandar la 72a Brigada Mecanitzada d'Ucraïna i va ser ascendit a major general. A partir de 2013, va ser el primer vicecap del Centre de Comandament Principal de les Forces Armades d'Ucraïna, i va participar en els processos de cooperació amb l'OTAN. Al novembre de 2013, Sirski, en nom del Ministeri de Defensa, va discutir els canvis a l'exèrcit ucraïnès d'acord amb els estàndards de l'OTAN a la seu de l'OTAN.

## Guerra del Donbàs
Amb l'inici de la guerra a l'est d'Ucraïna, va ser el cap d'estat major de les operacions antiterroristes. En particular, va ser un dels comandants en cap de les forces de l'operació antiterrorista durant la batalla de Debàltseve a l'hivern de 2015, juntament amb el Cap de l'Estat Major General de les Forces Armades d'Ucraïna Víktor Muzhenko van anar a la mateixa ciutat. Va dirigir les batalles a Vuhlehirsk, el poble de Ridkodub i un intent fallit de recuperar Lohvynove. També va coordinar la retirada de l'exèrcit ucraïnès de Debàltseve. Sota el seu lideratge, es van volar les possibles rutes per travessar el riu Karapulka.
Oleksandr Sirski va ser guardonat amb l'Orde de Bogdan Khmelnitski III grau i més tard va rebre el rang de tinent general a causa dels seus èxits durant la batalla de Debàltseve. El 2016 va dirigir la seu operativa conjunta de les Forces Armades d'Ucraïna, que coordina les accions operatives de diverses forces de seguretat ucraïneses al Donbàs. El 2017, va ser el comandant de tota l'Operació Antiterrorista a l'est d'Ucraïna. Posteriorment va ser substituït per l'Operació de les Forces Conjuntes.
Del 6 de maig al 5 d'agost de 2019 va ser el comandant de l'Estat Major Operatiu Conjunt de les Forces Armades d'Ucraïna.
Des del 5 d'agost de 2019, Sirski ha estat el comandant de les Forces Terrestres de les Forces Armades d'Ucraïna. El 23 d'agost de 2020, va ser ascendit al rang de coronel general. El rang ja no s'atorga a l'exèrcit ucraïnès des de l'1 d'octubre de 2020, però Sirski el va retenir, sent en aquest moment l'únic oficial militar ucraïnès en servei actiu per mantenir aquest rang en particular.

## Guerra russo-ucraïnesa

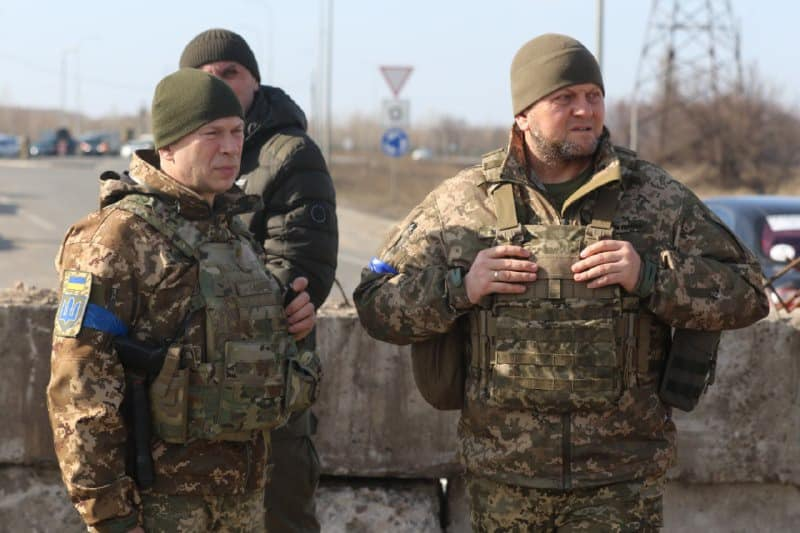
Oleksandr Sirski amb Valeri Zalujni durant la batalla de Kíiv.

Durant la invasió russa d'Ucraïna que va iniciar la guerra russo-ucraïnesa, Sirski inicialment va organitzar i dirigir la defensa de Kíiv.
L'abril de 2022, Sirski va rebre el premi Heroi d'Ucraïna pels seus esforços. El setembre de 2022, els mitjans de comunicació van informar que Sirski era l'arquitecte darrere de la reeixida contraofensiva de Khàrkiv.
Sirski ha actuat com a portaveu i comandant de l'Agrupament Oriental de Forces d'Ucraïna.
El 8 de febrer de 2024, el president ucraïnès Volodímir Zelenski va substituir Valeri Zalujni per Sirski com a comandant en cap de les Forces Armades d'Ucraïna, després de mesos d'especulació d'una esquerda entre Zalujni i Zelenski.